# Гірнича наука, освіта та преса Азербайджану
Гірнича наука, освіта та преса Азербайджану
Гірнича наука зосереджена в близько десяти головних наукових структурах — інститутах національної академії Азербайджану, проектно-конструкторських та навчальних ін-тах та університетах.
Видаються «Доповіді АН Азербайджану» (з 1945); «Вісті АН Азербайджану. Серія наук про Землю» (з 1958); Вісті вузів. Серія «Нафта і газ» (з 1958); «Азербайджанське нафтове господарство» (з 1920).
Серед гірничих наук особливого розвитку набула нафтогазова справа. Основні наукові і освітні кадри з гірництва готуються в таких вищих навчальних закладах:
- Азербайджанський інститут нафтової промисловості
- Азербайджанська державна нафтова академія
- Азербайджанський технічний університет.

Провідними в гірництві і науках про Землю є такі структури Академії наук Азербайджану:
- Інститут нафтохімічних процесів імені академіка Ю. Г. Мамедалієва
- Дослідно-промисловий завод Інституту нафтохімічних процесів
- Інститут геології
- Інститут географії імені академіка Г. Алієва